# Südamerikanische Jugendspiele 2022/Beachhandball/Juniorinnen/Kader
Die Kaderliste der Juniorinnen ist ein Unterartikel des Artikels Südamerikanische Jugendspiele 2022/Beachhandball.

## ArgentinienArgentinien
| Nummer | Name             | Geburts- datum | Position   | Verein         | Spiele | Punkte | Zeitstr. | Platzv. |
| ------ | ---------------- | -------------- | ---------- | -------------- | ------ | ------ | -------- | ------- |
| 8      | Magali Alfredi   |                | Pivot      | Velez          |        | 98     |          |         |
| 4      | Agostina Arcajo  |                | Flügel     | Goliat         |        | 45     |          |         |
| 5      | Florencia Gallo  |                | Flügel     | Velez          |        | 42     |          |         |
|        | Selena Maitini   |                | Abwehr     | Estudiantes LP |        |        |          |         |
|        | Juana Medina     |                | Flügel     | IFES Fly       |        |        |          |         |
| 13     | Alma Molina      |                | Abwehr     | Quilmes        |        |        |          |         |
|        | Constanza Suarez |                | Tor        | VILo           |        |        |          |         |
| 3      | Aylin Ursino     |                | Specialist | Panteras       |        |        |          |         |

- Trainerin: Leticia Brunati
- Co-Trainerin: Eli Fontana
- Physis-Trainer: Gastón Boiman
- Physio: Andrés Etienne[6]

## BrasilienBrasilien
| Nummer | Name                              | Geburts- datum | Position | Verein           | Spiele | Punkte | Zeitstr. | Platzv. |
| ------ | --------------------------------- | -------------- | -------- | ---------------- | ------ | ------ | -------- | ------- |
| 3      | Maria Fernanda Barbosa Rotondaro  |                |          | Niterói Rugby FC |        |        |          |         |
| 6      | Letícia Costa da Silva            |                |          | Clube Mogiano    |        |        |          |         |
| 9      | Júlia Gomes da Silva Ermida Nunes |                |          | IDEC             |        |        |          |         |
| 2      | Lívia Mussatto                    |                |          | Clube Mogiano    |        |        |          |         |
| 1      | Thaís Petrucci Negócio Montenegro |                |          | APCEF/FHC        |        |        |          |         |
| 5      | Mariana Rocco dos Santos          |                |          | AHPA Paranaguá   |        |        |          |         |
| 7      | Lavínia Soares de Lima            |                |          | APCEF/FHC        |        |        |          |         |
| 8      | Beatriz Spena Machado             |                |          | IDEC             |        |        |          |         |

 Im Vergleich zu den kontinentalen Nachwuchs-Süd- und Mittelamerikameisterschaften ein paar Wochen zuvor wurden Isebela Francheschini Silva und Maria Eduarda Rocha Viana aus dem Kader gestrichen.

## ParaguayParaguay
| Nummer | Name                | Geburts- datum | Position | Verein | Spiele | Punkte | Zeitstr. | Platzv. |
| ------ | ------------------- | -------------- | -------- | ------ | ------ | ------ | -------- | ------- |
|        | Fiorella Cáceres    |                |          |        |        |        |          |         |
|        | Sofía Cantero       |                |          |        |        |        |          |         |
|        | Jimena Chávez       |                |          |        |        |        |          |         |
|        | Fiorella Enriquez   |                |          |        |        |        |          |         |
| 1      | Ana Macke           |                | Tor      |        |        |        |          |         |
|        | Isabella Massare    |                |          |        |        |        |          |         |
|        | Alejandra Rodríguez |                |          |        |        |        |          |         |

- Trainer: Diego Achucarro
- Co-Trainer: Alexander Candia
- Physis-Trainer: Walter Alarcón

Die Mannschaft Paraguays besetzte als einziges Team nur sieben der acht möglichen Kaderplätze. Im Vergleich zu den kontinentalen Meisterschaften wenige Wochen zuvor wurde der Kader um die Spielerinnen Naomi Aureti, Gabriela Aguilar und María Paz Quiñonez verringert.

## UruguayUruguay
| Nummer | Name                               | Geburts- datum | Position | Verein | Spiele | Punkte | Zeitstr. | Platzv. |
| ------ | ---------------------------------- | -------------- | -------- | ------ | ------ | ------ | -------- | ------- |
|        | Giuliana Caligari Herbin           |                |          |        |        |        |          |         |
|        | María Federica Durán Ferreira      |                |          |        |        |        |          |         |
|        | Victoria Liguori Calvento          |                |          |        |        |        |          |         |
|        | María Mercedes Ogando Taramasco    |                |          |        |        |        |          |         |
|        | Clementina Piñeyro Clavijo         |                |          |        |        |        |          |         |
|        | Maria Josefina Rabosta Carpentieri |                |          |        |        |        |          |         |
|        | Ainara Sagardoy Irigoyen           |                |          |        |        |        |          |         |
|        | Maia Sena Varela                   |                |          |        |        |        |          |         |

Ersatzspielerinnen: Belén Cruz, Lucía Véscovi

## VenezuelaVenezuela
| Nummer | Name                                    | Geburts- datum | Position | Verein | Spiele | Punkte | Zeitstr. | Platzv. |
| ------ | --------------------------------------- | -------------- | -------- | ------ | ------ | ------ | -------- | ------- |
|        | Fernanda Nazaret Betancourt Rondon      |                |          |        |        |        |          |         |
|        | Briannys Yatziri Bocoul Figueroa        |                |          |        |        |        |          |         |
|        | Jeidimar De Los Angeles Faneite Guanipa |                |          |        |        |        |          |         |
|        | Victoria Anais Feneitez Camacaro        |                |          |        |        |        |          |         |
|        | Gianny Andreina Gonzalez Gutierrez      |                |          |        |        |        |          |         |
|        | Maria Victoria Martinez Partida         |                |          |        |        |        |          |         |
|        | Leidy Laura Montero Lugo                |                |          |        |        |        |          |         |
|        | Wilneidys Maria Revilla Rodriguez       |                |          |        |        |        |          |         |